# Idionysson
Idionysson (лат.) — род песочных ос из подсемейства Bembicinae (триба Nyssonini). Неотропика (Аргентина, Боливия, Бразилия, Парагвай, Уругвай). Известно 3 вида.

## Описание
Мелкие осы. Задняя поверхность задних голеней с четырьмя крепкими зубцами в один ряд. Средние голени самца с двумя шпорами. Переднее крыло с 3 субмаргинальными ячейками. Птеростигма передних крыльев значительно меньше субмаргинальной ячейки II, медиальная жилка передних крыльев расходится перед cu-a. Метасомальный стернум I базально с двойным килем. Относится к трибе Nyssonini Handlirsch, 1925 и подтрибе Nyssonina Handlirsch, 1925. Биология неизвестна.
- Idionysson borero Pate, 1940[5]
- Idionysson chrysozonus (Gerstäcker, 1867)[6]
- Idionysson cordialis Fritz, 1968